# Simonopetraklooster

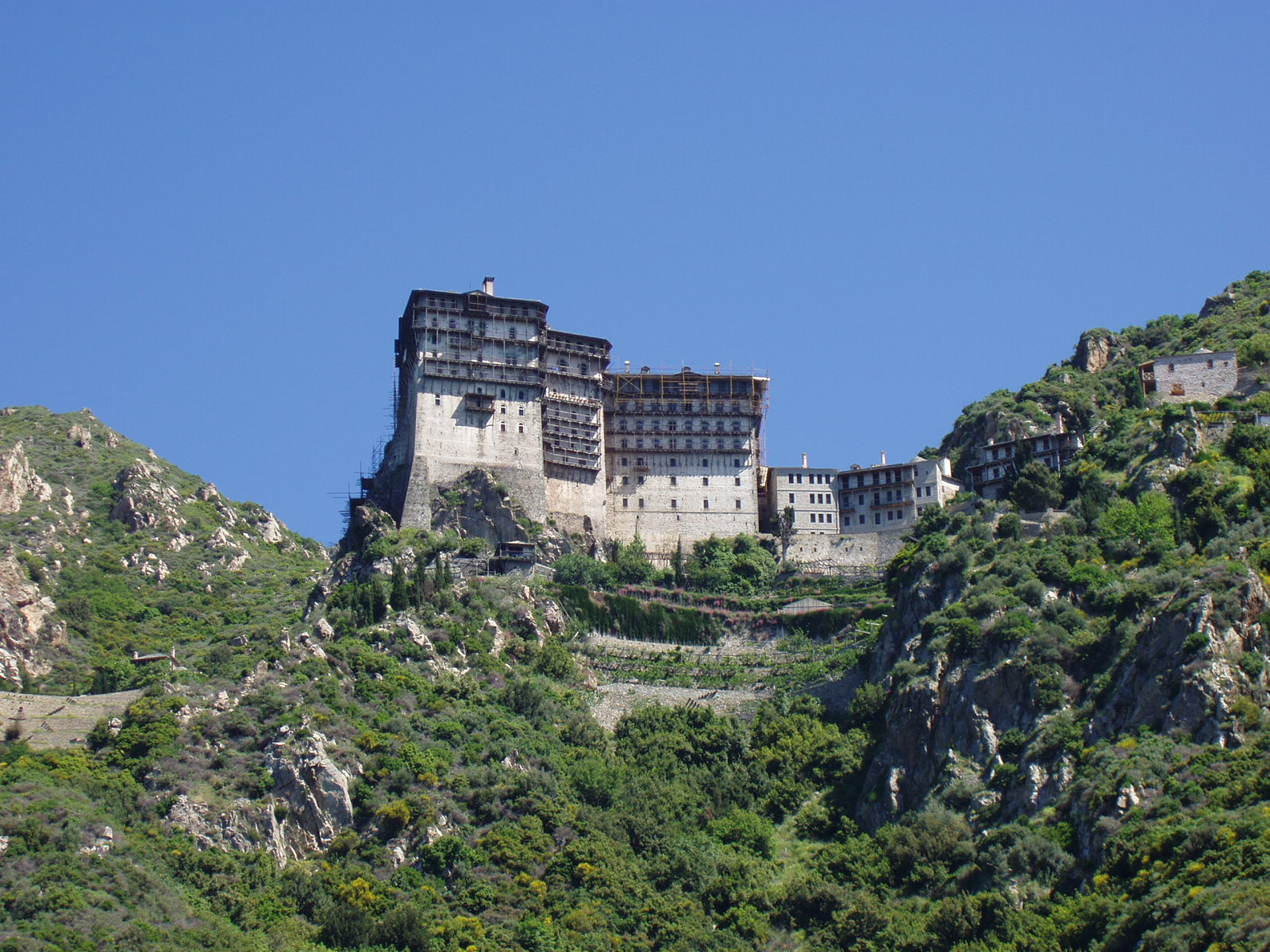
Simonopetraklooster

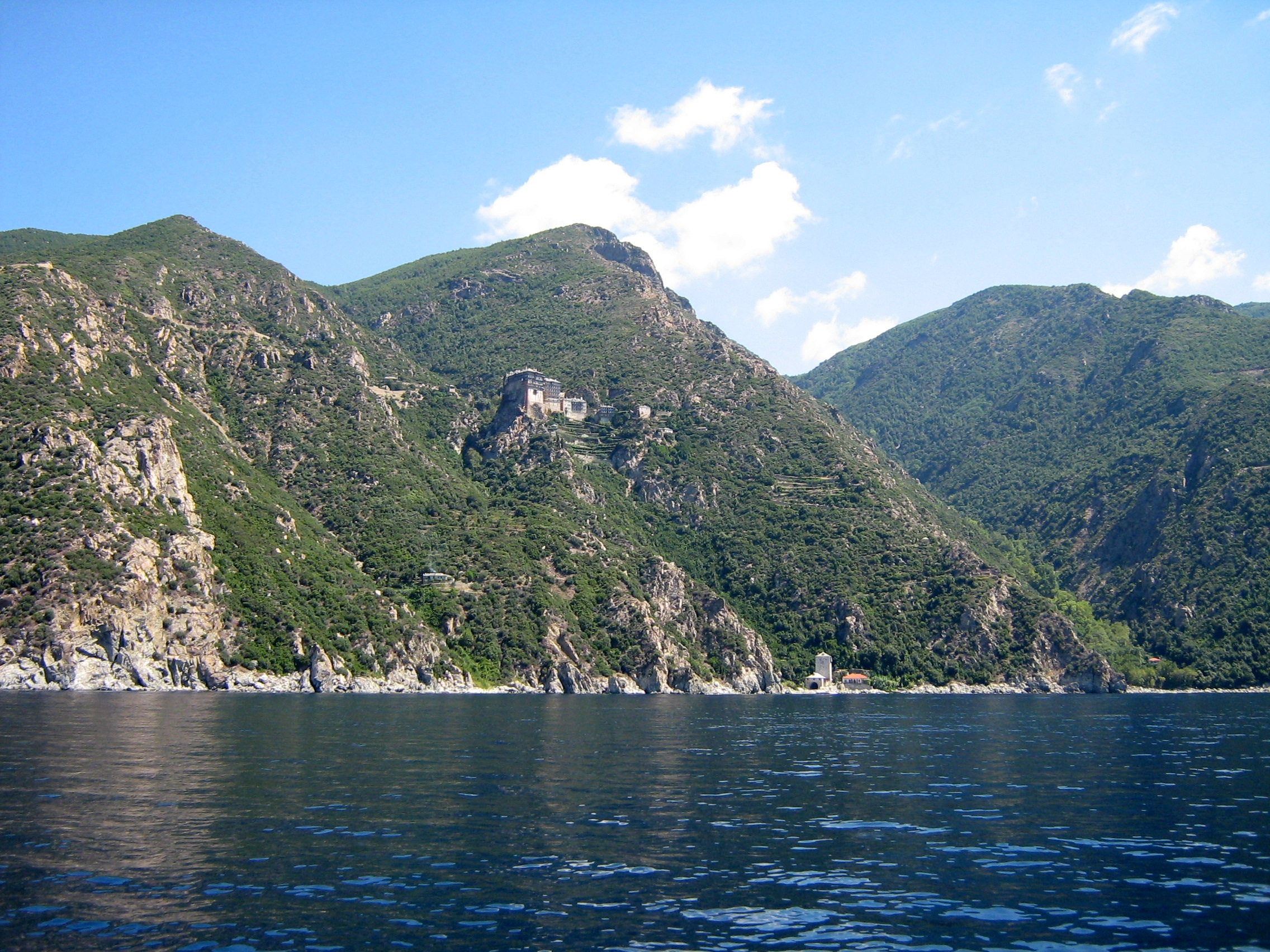
Simonopetraklooster gezien vanaf zee

Het Simonopetraklooster (Grieks: Σιμωνόπετρα of Μονή Σίμωνος Πέτρας) is een van de 20 kloosters in de Griekse monnikstaat Athos. Het ligt aan de zuidwestkust tussen de haven Dafni en het Osiou Gregoriou-klooster. Het staat op een 330 meter hoge klif boven het water. De bewoners tellen de verdiepingen in tegenovergestelde richting. De bovenste is dus de eerste verdieping. Het klooster behoort tot het Oecumenisch patriarchaat van Constantinopel.
Het koor van Simonopetra staat zeer goed bekend. Hun cd’s met Byzantijnse muziek worden wereldwijd verkocht.

## Geschiedenis
Het klooster werd gesticht in de 13e eeuw door Simon van Athos. Deze werd later heilig verklaard door de Oosters-Orthodoxe Kerk. Volgens het verhaal leefde hij eerst in een nabijgelegen grot om vervolgens in een droom de opdracht te krijgen om een klooster te stichten.
In 1364 werd Simonopetra flink uitgebreid.
In 1581 vond een grote brand plaats waarbij vele monniken de dood vonden. Het klooster werd grotendeels vernield. Het klooster werd herbouwd maar in 1626 en 1891 werd het weer door brand beschadigd. Hierna werd het in zijn huidige vorm gebouwd. In 1981 vond weer een brand plaats. Hierna werd de oostelijke vleugel aangebouwd.
- Library of Congress Control Number: n86030337
- Virtual International Authority File: 127312824